# Евстафьев, Алексей Григорьевич
Алексей Григорьевич Евстафьев (1783—1857) — русский дипломат, публицист, драматург, переводчик.

## Биография
Родился в Славянске в семье священника. По окончании Харьковской духовной семинарии был направлен в 1798 году в церковь при русском посольстве в Лондоне, где служил в течение 10 лет. В это время он проявил себя как публицист и литератор. В 1808 году был назначен русским консулом в Бостоне, а в 1828 году — в Нью-Йорке, где жил до конца жизни.
Периодически приезжал в Россию. В 1815 году он был обвинён американцами в том, что вмешивается во внутрипартийную борьбу в США и был вынужден уехать из страны. Во время в России 18 сентября 1817 года он был избран членом-корреспондентом ВОЛРС.
В Бостоне он организовал театр, директором которого был.
Главные сочинения написаны на английском языке: «Reflections, notes and anecdotes, illustrating the character of Peter the Great» (Boston, 1812; 2 изд., 1814); «The Resources of Russia in the event of a war with France» (3 изд., London, 1813 и Boston, 1813); «Demetrius, the hero of the Don» (Boston, 1818 — эпическая поэма в 7 песнях).
В Румянцевском музее хранилось его рукописное сочинение 1809 года — «Рассуждение о пользе страхового постановления в России на основании, принятом народами». В «Сыне Отечества» были опубликована его заметки об американцах: «Об успехах просвещения по части художеств, нравах и обычаях Северо-Американских Соединенных Областей» (1822, № 25. — С. 193—210; № 26. — С. 241—257).